# Нік Марсман
Нік Марсман (нід. Nick Marsman, нар. 1 жовтня 1990, Зволле) — нідерландський футболіст, воротар американського клубу «Інтер» (Маямі).

## Клубна кар'єра
Народився 1 жовтня 1990 року в місті Зволле. Вихованець юнацьких команд футбольних клубів «Рода» (Ральте) та «Твенте». Наприкінці 2010 року підписав свій перший професійний контракт з «Твенте» до середини 2014 року.
У травні 2011 року Марсман був переведений до першої команди після відходу Вілко де Фогта, де обійняв роль третього воротаря після Ніколая Михайлова та Сандера Боскера. Дебютував на дорослому рівні 21 вересня 2011 року в гостьовому матчі на Кубок Нідерландів проти нижчолігового клубу «Звалувен» через травми Михайлова та Боскера, а 15 жовтня молодий воротар дебютував і у Ередивізі в грі проти «Валвейка», не пропустивши жодного голу. Всього в сезоні 2011/12 Марсман провів чотири офіційних матчі за рідний клуб.
На сезон 2012/13 Марсман був відданий в оренду команді другого дивізіону «Гоу Егед Іглз», де провів 32 гри і допоміг команди вийти до вищого дивізіону. У сезоні 2013/14 повернувся в «Твенте», де став першим воротарем після відходу Михайлова. У середині сезону 2014/15 він програв боротьбу новачку Сонні Стевенсу. Після того, як Стевенс отримав травму, Марсман знову став основним воротарем. У сезоні 2015/16 він поступився місцем у старті Йоелу Дроммелу, але з грудня знову став першим номером. Однак його контракт, який закінчувався влітку 2017 року, не було продовжено.
У червні 2017 року Марсман на правах вільного агента перейшов до «Утрехта». У новій команді став запасним воротарем, тому дебютував за нову команду лише 17 грудня 2017 року у Ередивізі проти «Гераклеса» (1:1) Алмело, коли перший воротар Давід Єнсен став батьком. Всього за команду протягом двох років провів лише 3 матчі.
20 червня 2019 року було оголошено, що «Феєнорд» підписав дворічний контракт з Марсманом. Спочатку він виступав третім воротарем після Кеннета Вермера та Джастіна Бейло, але зіграв кілька ігор в Ередивізі та Лізі Європи через їх травми. У другій половині сезону став другим голкіпером після відходу Вермера, однак цей сезон раптово перервала пандемія коронавирусу. Сезоні 2020/21 він знову починав другим воротарем після Джастіна Бейло, але через серйозну травму першого воротаря провів значну частину сезону.
У квітні 2021 року було оголошено, що в липні Марсман стане гравцем клубу MLS «Інтер» (Маямі). У першому сезоні нідерландець був основним гравцем, провівши 22 гри чемпіонату, але в другому сезоні програв конкуренцію Дрейку Каллендеру, тому став паралельно грати за резервну команду,яка виступала в MLS Next Pro. Станом на 20 січня 2023 року відіграв за маямську команду 27 матчів в національному чемпіонаті.

## Виступи за збірні
Влітку 2012 року Марсман був основним воротарем збірної Нідерландів U-20 на Турнірі в Тулоні. Хоча «помаранчеві» посіли третє місце в цьому турнірі, Марсман був визнаний найкращим воротарем.
2013 року залучався до складу молодіжної збірної Нідерландів, з якою поїхав на молодіжний чемпіонат Європи в Ізраїлі. На турнірі був дублером Єруна Зута та Марко Бізота, тому так жодного матчу і не зіграв.

## Титули і досягнення
- Володар Кубка Нідерландів (1):

«Твенте»: 2010/11
- Володар Суперкубка Нідерландів (2):

«Твенте»: 2010, 2011